# Musée national des Beaux-Arts de Biélorussie

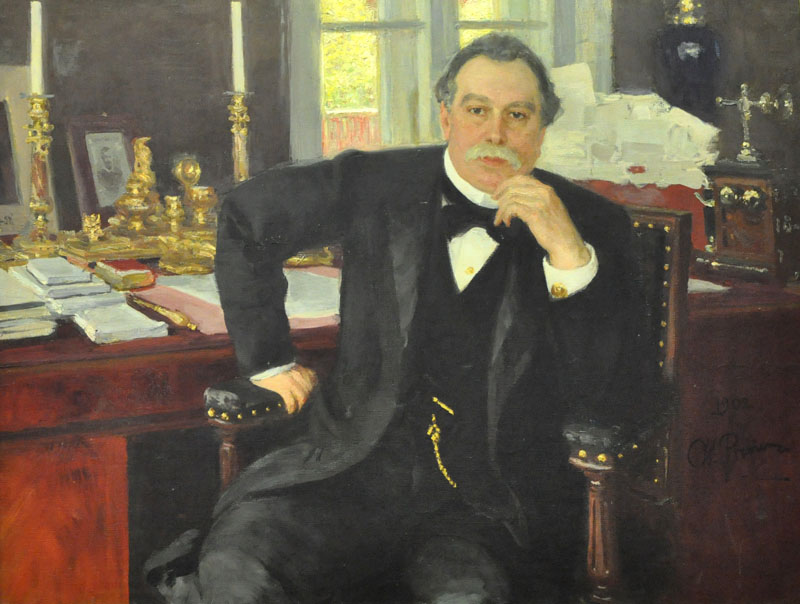
Portrait du ministre de l'Intérieur russe Viatcheslav von Plehve, huile sur toile d'Ilia Répine, 1902.

Le musée national des Beaux-Arts de Biélorussie (en biélorusse : Нацыянальны мастацкі музей Рэспублікі Беларусь, en russe : Национальный художественный музей Республики Беларусь) est le plus grand musée de Biélorussie. Situé à Minsk, la capitale, il possède plus de 25 000 sculptures, dessins et tableaux, du XIe au XXe siècle, originaires de toute l'Europe et d'Asie.
Créé le 24 janvier 1939 sous le régime soviétique, le musée a gravement souffert de la Seconde Guerre mondiale, qui a entièrement dévasté Minsk. Dès la fin de la guerre, il a cependant vite été reconstitué, a enrichi ses collections d'année en année et a ouvert ses propres succursales. C'est aujourd'hui un des musées les plus riches d'Europe orientale.
Le musée est particulièrement riche en toiles de maîtres russes et biélorusses du XIIIe au XIXe siècle et possède un grand nombre de manuscrits slaves et d'objets manufacturés russes du XXe siècle. Il possède également plusieurs antennes disséminées dans tout le pays et qui évoquent chacune, du château polonais à la petite église russe, une facette de la culture et de l'histoire du pays.

## Histoire

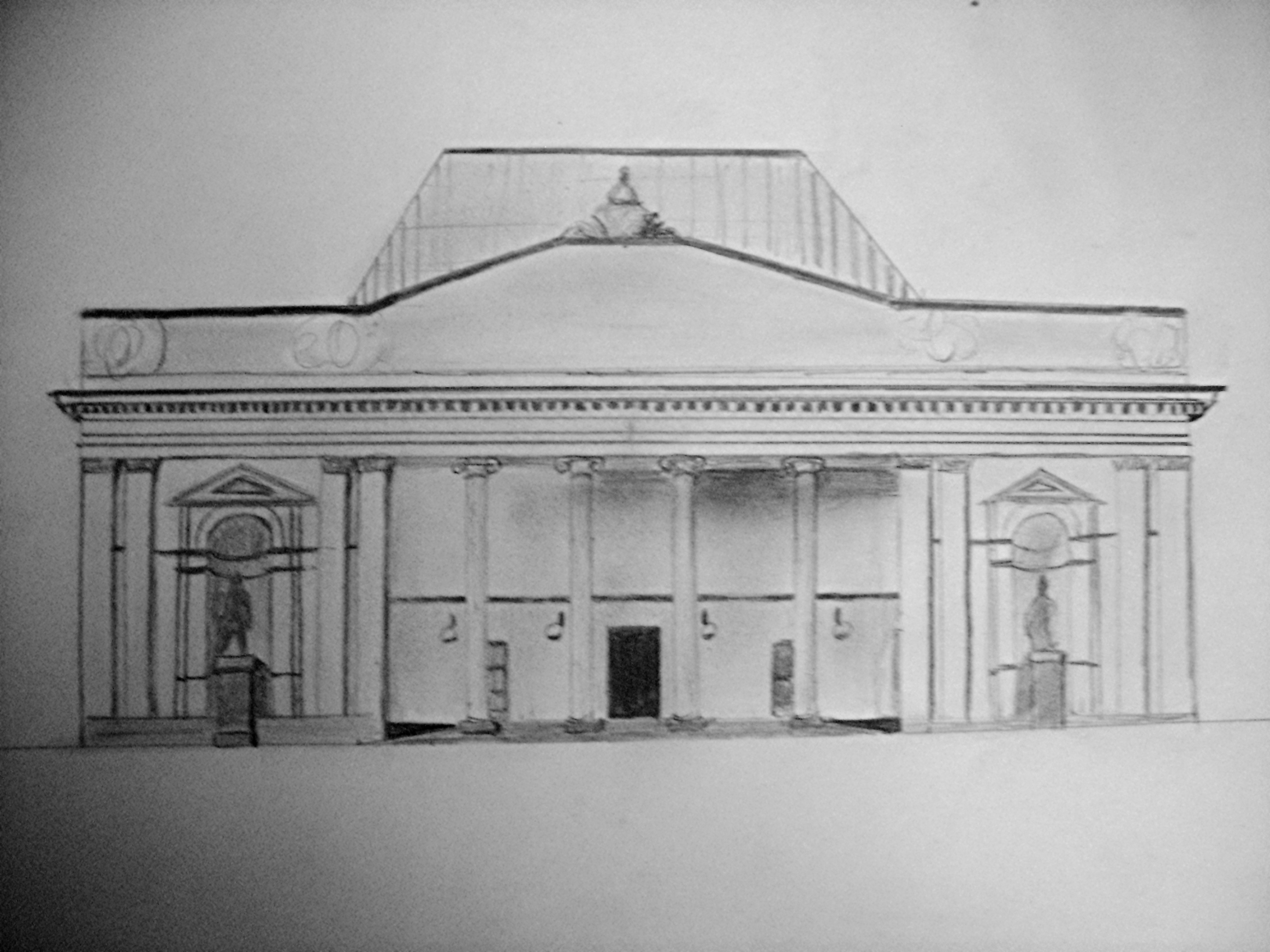

### Première constitution des collections
Le musée est officiellement créé le 24 janvier 1939 par le Conseil populaire de la république socialiste soviétique de Biélorussie. Il est à l'époque installé dans la Haute École communiste d'agriculture de Minsk.
Le premier conservateur, Nicolaï Mikholap, oriente ses acquisitions vers les arts traditionnels biélorusses. Les premières œuvres exposées sont donc des icônes, des tableaux et des dessins d'artistes biélorusses. plus tard, le musée s'enrichit grâce aux apports des musées municipaux de Minsk, Vitebsk, Moguilev et Gomel, principales villes du pays. Certaines œuvres sont prêtées temporairement à de grands musées russes, comme le musée Pouchkine.
La même année commence la Seconde Guerre mondiale et l'Allemagne envahit l'Ouest de la Pologne. Le pacte de non-agression signé avec l'URSS permet à cette dernière de prendre possession de l'Est de la Pologne, qui est inclus à la Biélorussie. Le musée fait alors acquisition de nouvelles œuvres, issues des musées et des châteaux polonais. Le musée s'enrichit également d'œuvres d'artistes contemporains. Au début de l'année 1941, le musée possédait déjà 2 711 œuvres, dont 400 étaient exposées.

### La Seconde Guerre mondiale et la reconstruction
Le musée, patiemment enrichi, eut une fin tragique dès les premiers jours de l'invasion nazie, en été 1941. En effet, le gouvernement avait prévu l'évacuation totale des œuvres vers la Russie, mais le plan n'avait pu être mis en application et les Nazis purent donc s'approprier les biens, comme ils le firent dans la totalité des pays qu'ils conquirent. Les collections partirent pour une destination encore inconnue de nos jours,.

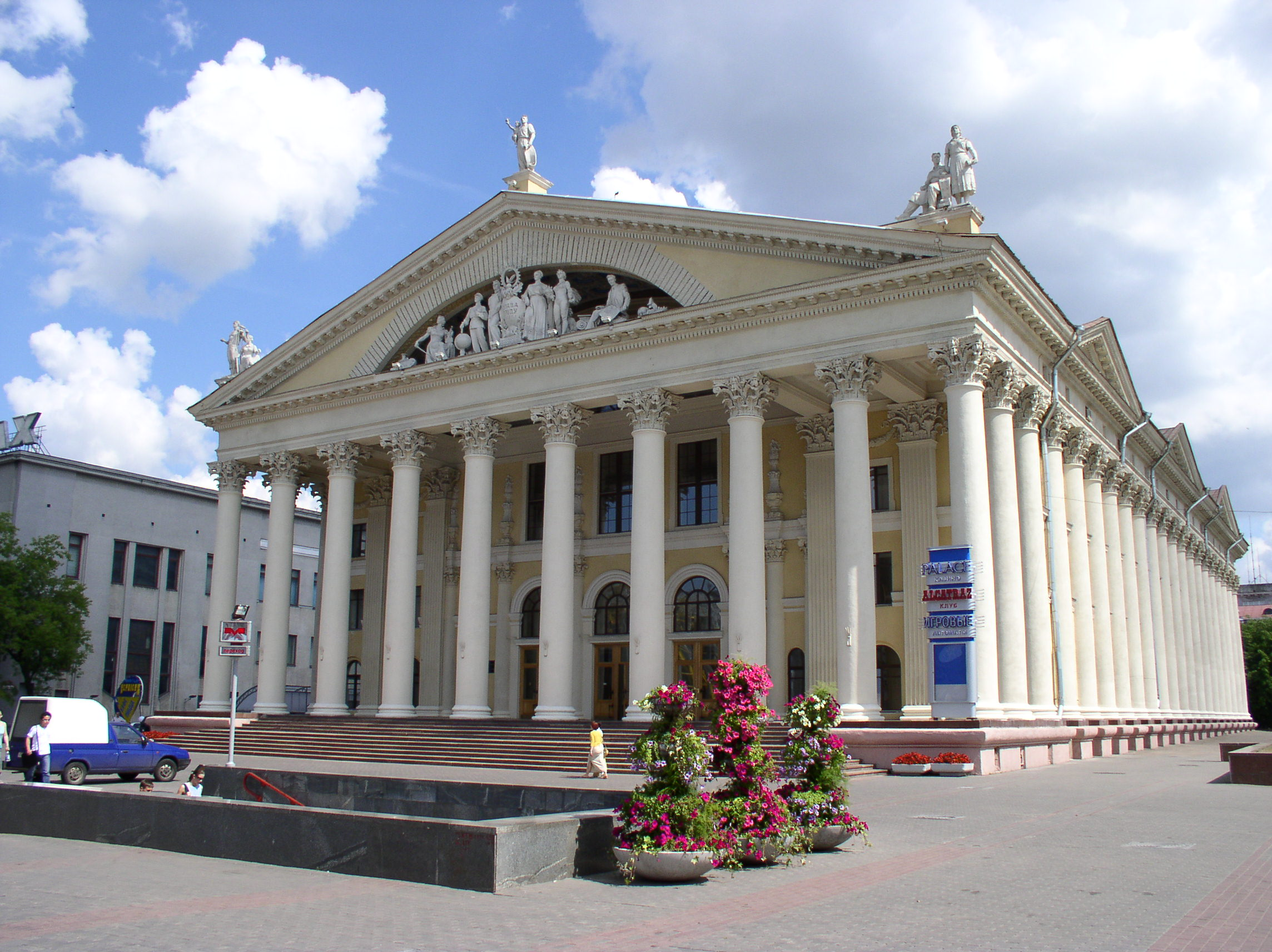
Le Palais de la Culture

Après la guerre, Minsk était détruite à environ 90 % et les galeries qu'occupait le musée en 1941 avaient disparu. Une petite partie seulement des collections fut restituée et les autorités biélorusses décidèrent de recréer un musée entièrement nouveau. Elena Aladova, autrefois directrice du département d'art russe et biélorusse, fut nommée conservatrice et consacra sa vie à la reconstitution du musée des Beaux-Arts. Les quelques œuvres rescapées de la guerre furent exposées provisoirement au Palais de la Culture, vaste immeuble néo-classique sur la Place de la liberté, au cœur de Minsk.
Rapidement, la motivation des employés et l'intérêt que porte le gouvernement à recréer le musée permet d'acquérir de nouvelles toiles dès 1945. Ces toiles sont toutes des œuvres d'artistes russes du XIXe siècle ; Boris Koustodiev, Vassili Polenov, Alexandre Brioullov et Isaac Levitan. Certains musées russes aidèrent également la conservatrice, ainsi, le musée Pouchkine envoya à Minsk trois paysages de Arkhip Kouïndji, un autre d'Alexeï Bogolioubov et un portrait officiel de Catherine II. Pendant le déblaiement des ruines de l'ancien musée, des icônes qui avaient été oubliées pendant la guerre furent trouvées. Miraculeusement intactes, elles datent pour la plupart du XVIe siècle. En 1946, le musée compte 317 œuvres d'art et en novembre, il est ouvert au public en permanence. Cependant, les salles que le palais de la Culture a mis à sa disposition sont devenues trop exigües et la construction d'un nouveau bâtiment est décidée.

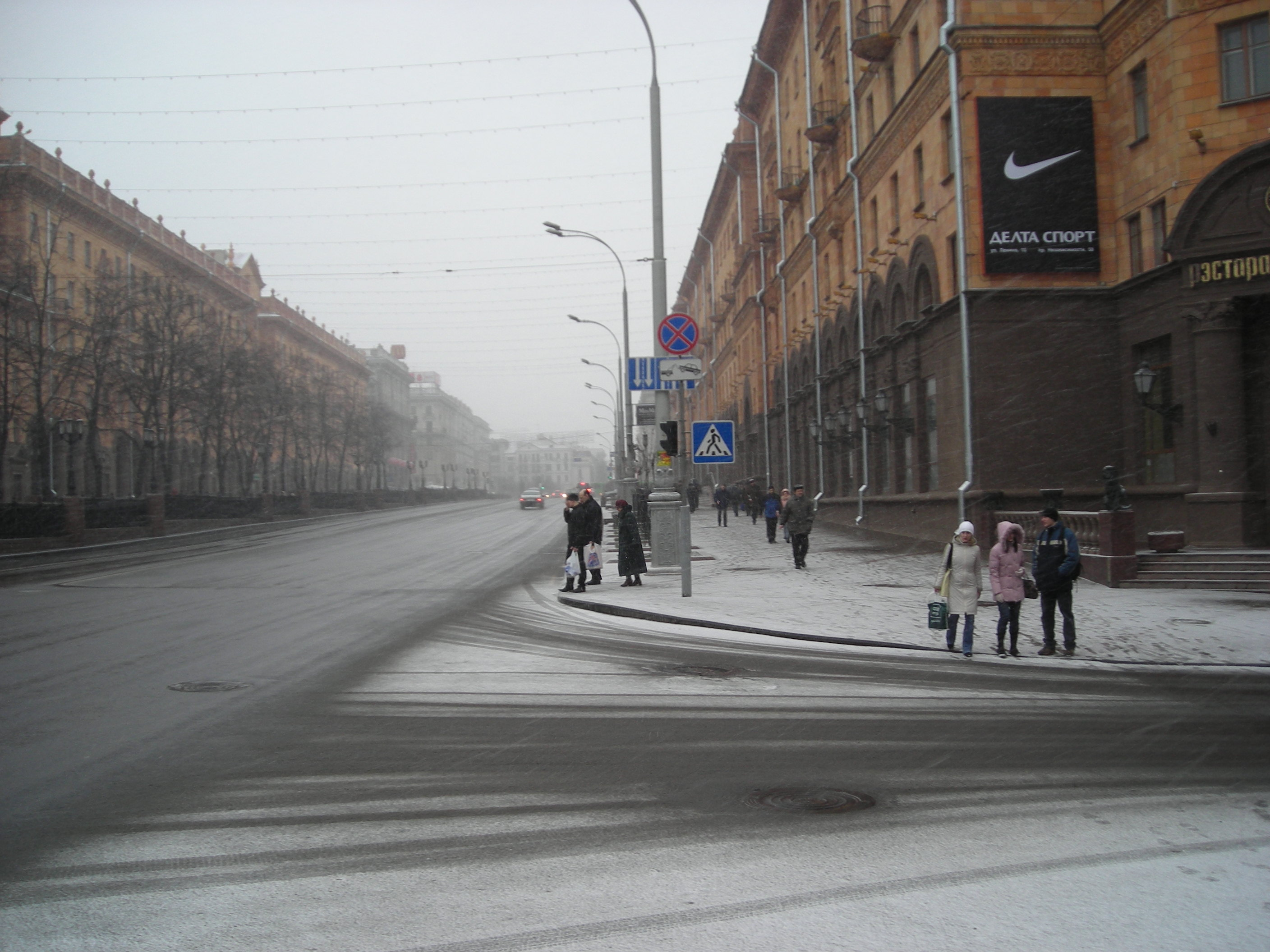
La rue Lénine en hiver

L'architecte Mikhaïl Baklanov est choisi pour dresser les plans du nouvel édifice. Il opte pour un style architectural néoclassique inspiré par celui utilisé au XIXe siècle et largement employé pour la reconstruction du centre de Minsk. La façade du musée, sur la rue Lénine, est plutôt stricte et répond à l'image classique des musées. Le bâtiment comprend deux étages sur lesquels sont réparties dix vastes salles et une grande galerie. Il est achevé en 1957 et inauguré le 5 novembre de la même année, sous le nom de musée d'État de la république socialiste soviétique de Biélorussie,.
Durant les années suivantes, les collections du musée ne cessent d'augmenter, grâce aux dons d'autres institutions et de fonds privés et aux achats. Ainsi, le musée acquit des œuvres d'Igor Grabar, Vladimir Favorsky ou encore Pyotr Konchalovsky, artistes célèbres en Europe orientale.

### Les années 1970 et 1980
Les années 1970 et 1980 marquent l'apogée du musée, qui est alors un des plus importants du monde socialiste. Il prête alors des œuvres à de nombreuses institutions et enrichit sans cesse ses galeries.
Les collections se diversifient par l'apport d'œuvres d'origine occidentale. Ainsi, des tableaux arrivent de Pologne en 1974, de la Gemäldegalerie Alte Meister de Dresde en 1975, de musées américains en 1976 et du Metropolitan Museum of Art de New York en 1978. En 1979, le musée fait acquisition d'œuvres de la Galerie nationale à Prague et de soies de la Fabrique de Lyon en 1981.
Youri Karachoun, le conservateur désigné en 1977, s'investit également dans la protection du patrimoine biélorusse et lança la campagne de restauration du château de Mir, qui devint ensuite une antenne du musée. Ce château, un des plus célèbres de Biélorussie, est classé depuis 2000 sur la liste du patrimoine mondial de l'Unesco. D'autres antennes furent ouvertes à travers le pays, comme à Moguilev.
Les collections, qui s'agrandissent d'année en année, deviennent trop importantes pour l'édifice de la rue Lénine et seulement une petite partie peut être exposée. En 1985, des travaux d'extension sont projetés. Cette extension comprend deux phases, tout d'abord, la construction d'une annexe sur la rue Kirov, qui doit comprendre les services du musée et une salle de lecture, puis la prolongation du bâtiment originel par derrière. Le chantier de l'annexe s'achève en 1989 et l'extension proprement dite commence en 1993.

### Depuis 1993

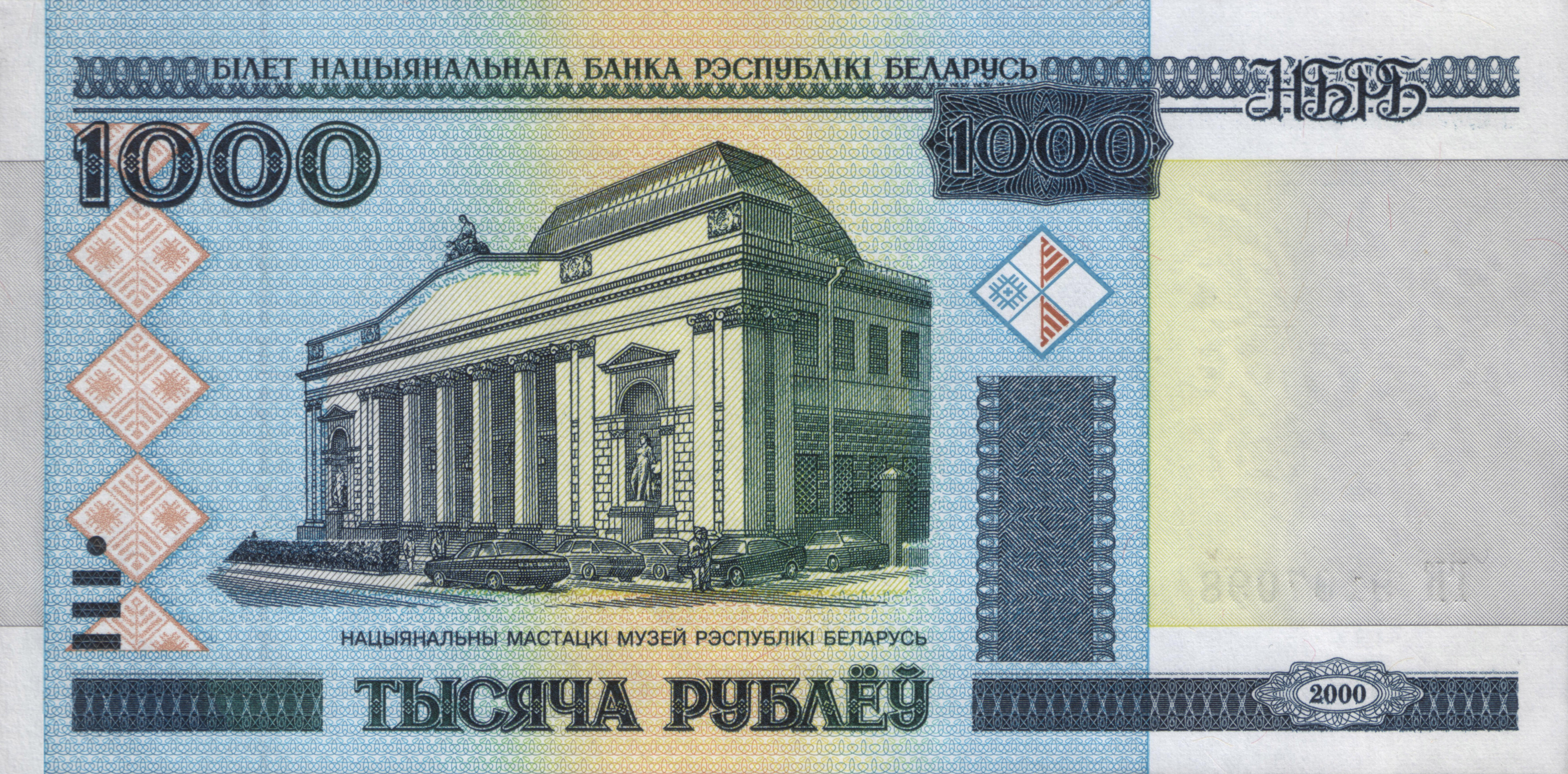
Le musée sur un billet de 1000 roubles biélorusses

L'indépendance de la Biélorussie en 1991 occasionne de nombreux changements administratifs. Le musée devient alors musée national des Beaux-Arts de la république de Biélorussie.
Pendant les années 1990, le musée est restauré et demeure un grand centre culturel, grâce à de nombreuses et riches expositions temporaires. À partir de 1994, il possède ses propres archives.
En 1999, les travaux d'extension s'achèvent et un décret présidentiel permet au musée d'acquérir le bâtiment du 22 rue Lénine, qui accueille depuis des expositions. En 2000, le musée profite du bicentenaire du peintre polonais Walenty Wańkowicz pour ouvrir une nouvelle antenne dans l'ancienne maison de sa famille, à Minsk.

## Collections permanentes

### Art biélorusse ancien
Cette collection regroupe des œuvres qui datent des origines du pays, à l'époque de la principauté de Polotsk, jusqu'au début du XIXe siècle. les pièces exposées sont variées, puisqu'on peut admirer des vestiges trouvés lors de fouilles, des objets triviaux ou religieux, des bijoux traditionnels, des icônes, des statues...
Les œuvres les plus récentes sont des portraits de notables biélorusses, réalisés entre le XVIe siècle et le XVIIIe siècle. la plupart de ces toiles proviennent des châteaux de Mir et de Nesvij, qui appartenaient autrefois aux princes Radziwill, qui constituaient la plus grande famille biélorusse.
La collection comprend également quelques manuscrits, pour la plupart trouvés dans des églises.

### Art biélorusse duXIXesiècleau début duXXesiècle

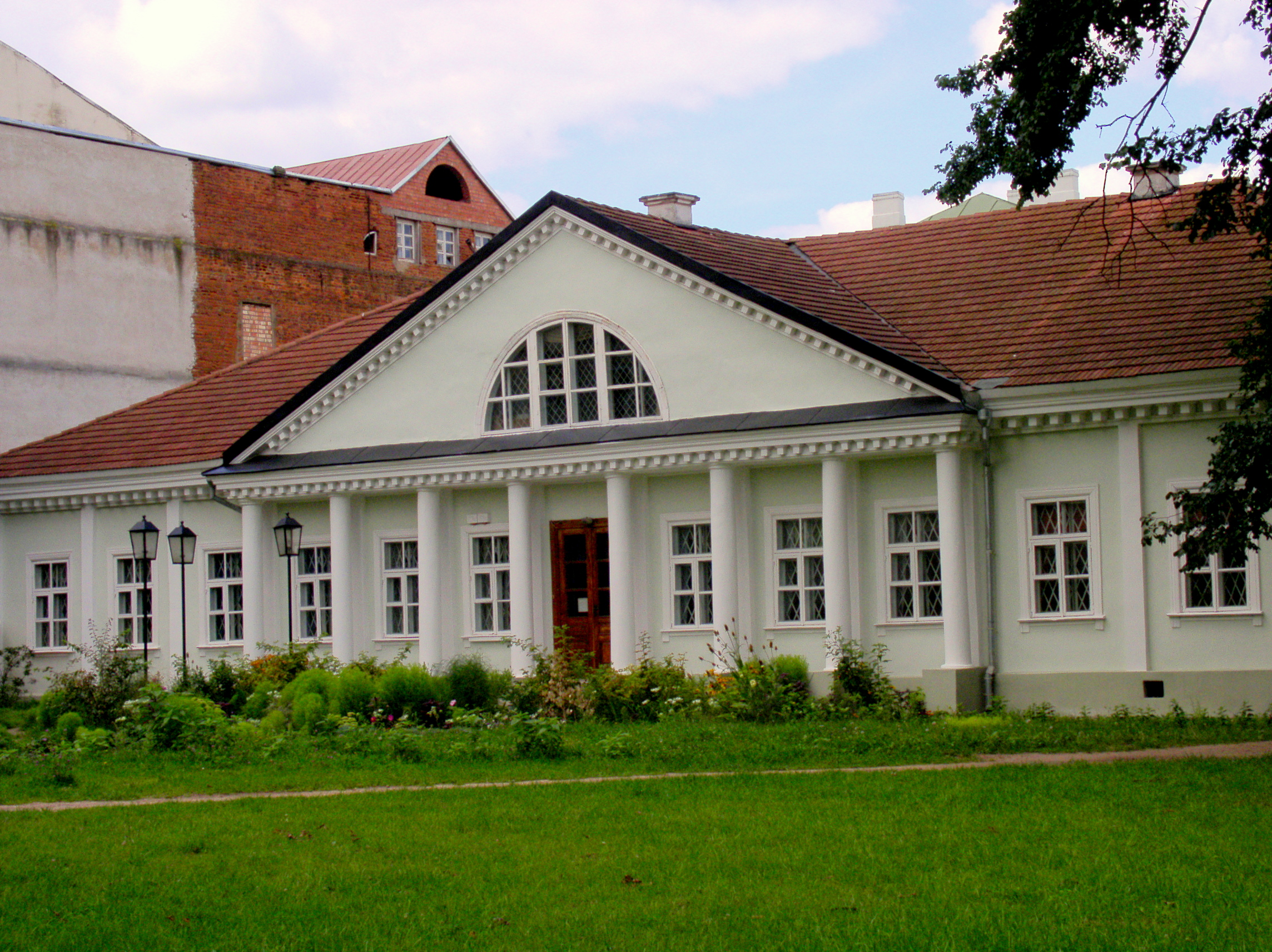
La Maison Wańkowicz

Cette collection est en partie exposée dans la maison Wańkowicz, à Minsk et dans un musée de Moguilev.
Le musée rassemble environ 500 œuvres sur le thème, cela est peu au regard des autres collections mais s'explique par les pillages de la Seconde Guerre mondiale.
L'art biélorusse de cette période est très différent de celui des siècles précédents. En effet, à la fin du XVIIIe siècle, la Biélorussie, autrefois polonaise, est incluse dans l'Empire russe. L'administration impose alors une russification sévère et s'emploie à éradiquer la culture biélorusse.
L'art biélorusse est alors empreint par l'esprit russe et les mouvements artistiques européens de l'époque laissent également leur trace.
Les œuvres les plus présentes sont des portraits, mais il y a également des paysages et des intérieurs.

### Art biélorusse moderne
L'art biélorusse moderne est représenté par près de 11 000 œuvres, soit un peu moins de la moitié des articles exposés. Celles-ci sont des toiles, des sculptures, des dessins, ou encore des objets manufacturés.
Les toiles les plus anciennes, exécutées avant la Première Guerre mondiale, sont empreintes d'envies révolutionnaires et communistes, leur réalisme tranche avec le romantisme et la légèreté des toiles de maîtres du siècle précédent. Les tableaux datant de la période soviétique sont quant à elles fidèles aux canons du Kremlin, tout comme celles qui témoignent de la Seconde Guerre mondiale, qui rendent hommage aux héros du communisme. La collection conserve également des portraits de dignitaires biélorusses et des représentations de monuments du pays.
La sculpture est moins représentée que la peinture, mais elle comprend plus de travaux artistiques d'artistes contemporains. Les arts appliqués sont divisés entre l'art traditionnel et l'art industriel. les objets rassemblés datent des décennies suivant la Seconde Guerre mondiale. La section industrielle rassemble une vaste collection d'objets en verre et en faïence, œuvres des principaux designers biélorusses.

### Art russe
La collection d'art russe regroupe des œuvres des XVIIIe siècle, XIXe siècle et XXe siècle.
Le Siècle des Lumières est représenté par des toiles de grands maîtres tels Dmitri Levitsky et Fedor Rokotov. Ces tableaux, en grande majorité des portraits de notables, sont très représentatifs de leur époque par la recherche de transparence entre l'image et la psychologie du sujet, et aussi par les couleurs délicates et fleuries.
Les œuvres de la première moitié du XIXe siècle traduisent quant à elles le Romantisme et l'idéal cosmopolite européen. Ainsi, certaines toiles furent réalisées en Italie, comme celles de Karl Brioullov. Le musée conserve quelques portraits de cette période, mais les paysages sont plus nombreux.
La seconde moitié du XIXe siècle a laissé des œuvres réalistes, comme celles d'Ivan Kramskoï, ou au contraire parfois fantastiques, telles certaines toiles de Viktor Vasnetsov. Le musée possède aussi des paysages de cette époque, travaux d'Isaac Levitan, Ilia Répine, Vassili Sourikov…
Le musée possède des œuvres appartenant aux mouvements artistiques de la première moitié du XXe siècle, comme la Rose bleue et le Valet de Carreau, dont ont fait partie notamment Boris Koustodiev, Piotr Kontchalovski et Constantin Korovine.
La peinture russe contemporaine d'après-guerre est très peu représentée par la peinture.
La sculpture est globalement rare, mais les pièces sont très représentatives de l'évolution artistique russe. La seconde moitié du XIXe siècle est la période qui a légué le plus de statues au musée.
Les arts décoratifs sont au contraire abondamment présents. les pièces les plus anciennes datent du XIXe siècle et proviennent des manufactures russes ; elles sont généralement en faïence, en papier mâché ou en bois laqué. Les objets plus récents proviennent de l'industrie soviétique, et sont pour la plupart des pièces de vaisselle en faïence.

### Art occidental
Cette collection n'est pas la plus importante du musée et, commencée à la fin des années 1940, elle n'a réellement été constituée qu'à partir des années 1960. En 1961, un collectionneur minskois, Mikhaïl Gabychev, offre au musée dix œuvres, qui forment une première collection de peinture italienne. Ensuite des dons sont faits par le Musée national des Arts graphiques et des partenariats avec des musées russes permettent l'acquisition de toiles françaises en 1965.
La collection d'art occidental présente des œuvres du XVIe siècle au XXe siècle. Les pays les plus présents sont l'Italie, la France et les Pays-Bas, mais le musée expose aussi des travaux d'artistes suisses, allemands, polonais...
L'art italien est évoqué avec plusieurs tableaux, principalement des portraits et des scènes bibliques ou mythologiques d'artistes des XVIe siècle, XVIIe siècle et XVIIIe siècle, comme Antonio Zanchi.
L'art français est quant à lui représenté par des œuvres du XVIIIe siècle au XXe siècle, comme des paysages de Hubert Robert et de Claude Joseph Vernet, des portraits de François Gérard et de Alexis Grimou ou une sculpture de Jean-Baptiste Carpeaux. La section flamande comprend des tableaux du XVIIe siècle, parmi lesquels L'Hiver et L'Été de Thomas Heeremans (en), natif de Haarlem ou un Départ de Chasse de Philips Wouwerman.
Parmi les quelques autres pays d'Europe occidentale illustrés dans le musée, se trouvent l'Angleterre, avec des toiles de George Morland et de Thomas Barker, le Danemark, avec un tableau de Hans Christian Jensen ou encore la Suisse, avec le Paysage de Montagne d'Alexandre Calame.
Le musée possède quelques gravures, par exemple du Français Nicolas-Gabriel Dupuis, et des produits manufacturés, comme de la porcelaine de Saxe, des meubles anciens hollandais, polonais et allemands.

### Art oriental
La collection est née dans les années 1950, lorsque le ministre chinois de la culture a donné au musée plusieurs objets décoratifs chinois. Au cours des années 1960, le musée a acquis à nouveau des œuvres orientales, issues du Musée d'Art traditionnel d'Orient de Moscou et de collections privées. Aujourd'hui, la collection comprend des œuvres originaires d'Asie centrale et méridionale, d'Extrême-Orient, du Caucase, du Moyen-Orient et d'Asie du sud-est.
La section chinoise regroupe des vases, de la vaisselle, des objets en faïence du XVIIIe siècle et des émaux. On peut également voir des flacons à parfum, des cuillères en faïence, en verre ou en pierres semi-précieuses du XIXe siècle et du début du XXe siècle.
Les objets d'origine japonaise datent principalement des XIXe siècle et XXe siècle. Le musée possède entre autres des objets en faïence d'Arita, des éventails, des tabatières, des kimono de cérémonie et des netsuke, petites figurines en bois ou en corne qui permettent de fixer des objets à l'obi, ceinture du kimono.
La collection est enrichie par de nombreuses œuvres indiennes des XIXe siècle et XXe siècle. Le musée possède de nombreux saris, tapis, châles et foulards de facture traditionnelle des années 1950, 1970 et 1980. La collection comprend aussi des objets en cuivre, comme des statues, des ustensiles de culte ou quotidiens, des boîtes en bois du Cachemire et des patachitras, peintures traditionnelles de l'Andhra-Pradesh.
L'art de l'Iran est représenté par de la vaisselle en céramique, en métal et en verre du XIXe siècle, des objets en papier-mâché ou en bois laqué des XVIIIe siècle et XIXe siècle et des tapis du Balouchistan. L'Asie centrale est quant à elle représentée par des céramiques de Samarkand.

## Expositions temporaires
Le musée présente des expositions temporaires toute l'année. Celles-ci sont toujours en lien avec les collections temporaires, qu'elles complètent ou prolongent. Ainsi, en 2008, le musée a organisé des expositions sur le peintre biélorusse du XXe siècle Israïl Basov, sur l'art vietnamien du XXe siècle, les icônes russes, biélorusses et ukrainiennes, les paysages en peinture, la céramique japonaise contemporaine...

## Antennes

### Maison Wańkowicz

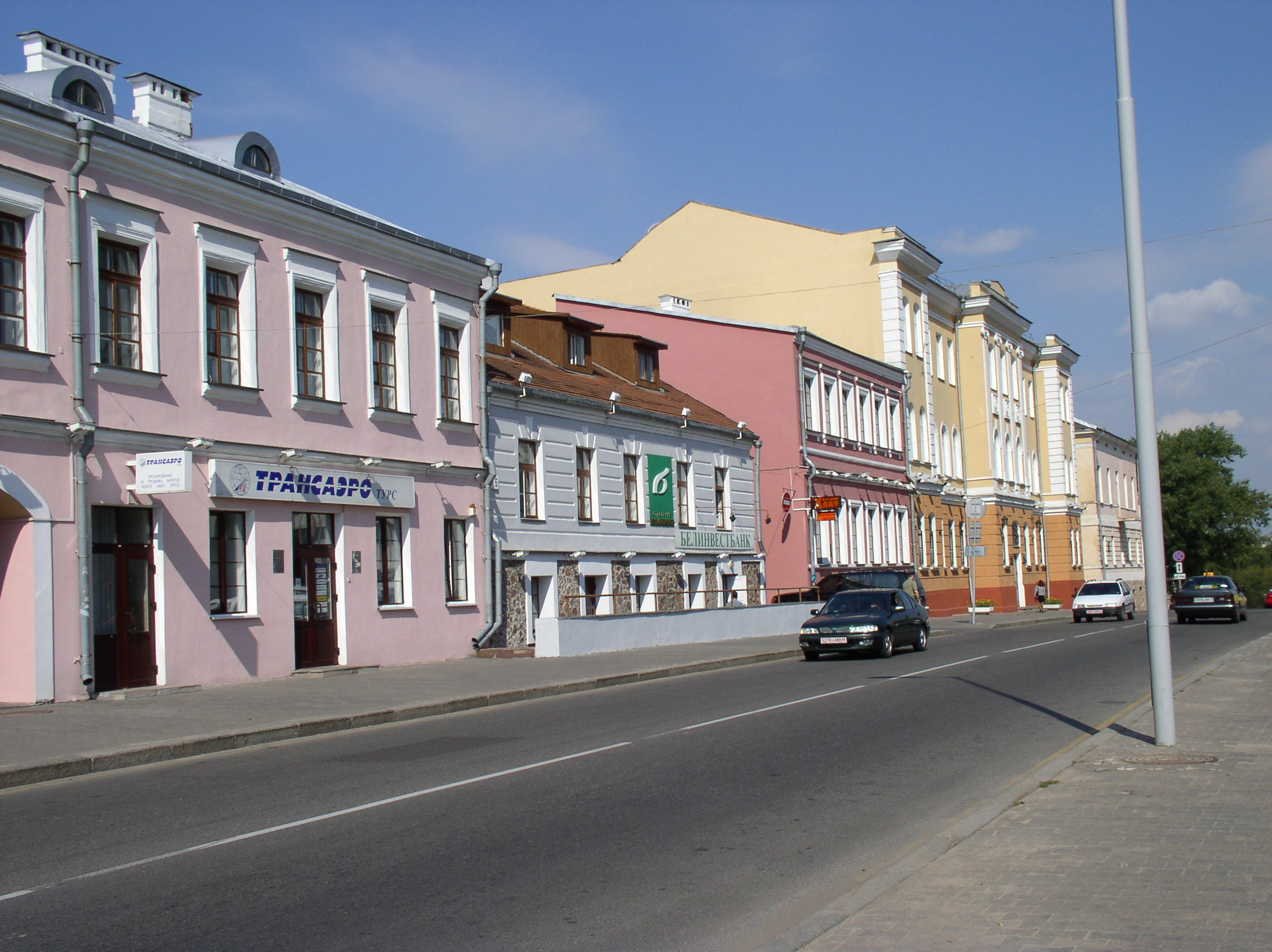
La rue Internationale, où se trouve la maison Wańkowicz

Ce manoir, ancienne propriété de l'artiste Walenty Wańkowicz, a été aménagé en musée en 2000, à l'occasion des 200 ans de la naissance de ce peintre minskois. La première demeure à cet endroit fut construite en bois à la fin du XVIe siècle. Au XVIIe siècle, elle fait place au manoir actuel, en pierre, accompagné d'une maison de gardien. L'ensemble, entouré d'un jardin, est situé au cœur de Minsk, dans une des rares rues épargnées par les bombardements de la Seconde Guerre mondiale. Avant de pouvoir accueillir des collections, la maison a subi des rénovations et l'intérieur a retrouvé une décoration et un ameublement de la première moitié du XIXe siècle.
Le musée est entièrement consacré à Walenty Wilhelm Wańkowicz, né en 1799 près de Minsk, dans une famille de la noblesse polonaise. La situation politique et le désir de voir des œuvres de la Renaissance l'ont poussés à quitter Minsk en 1839. Il est mort en 1842 à Paris, où il est enterré. Les salles présentent son matériel, un bon nombre de ses tableaux et des photos. Le musée possède également des toiles d'artistes biélorusses contemporains de Walenty Wańkowicz, comme Tadeusz Górecki, Ksavery Mickievitch ou Ivan Khroutski (en). Certaines salles présentent les objets collectionnés par l'artiste et ses frères, comme des miroirs, des meubles en noyer, des toiles de peintres locaux et européens...
La maison Wańkowicz, en plus d'être un musée, est représentative des manoirs et palais occupés par l'élite qui apportait le progrès et la culture au XIXe siècle, lorsque la Biélorussie était un pays pauvre et très rural.

### Château de Mir

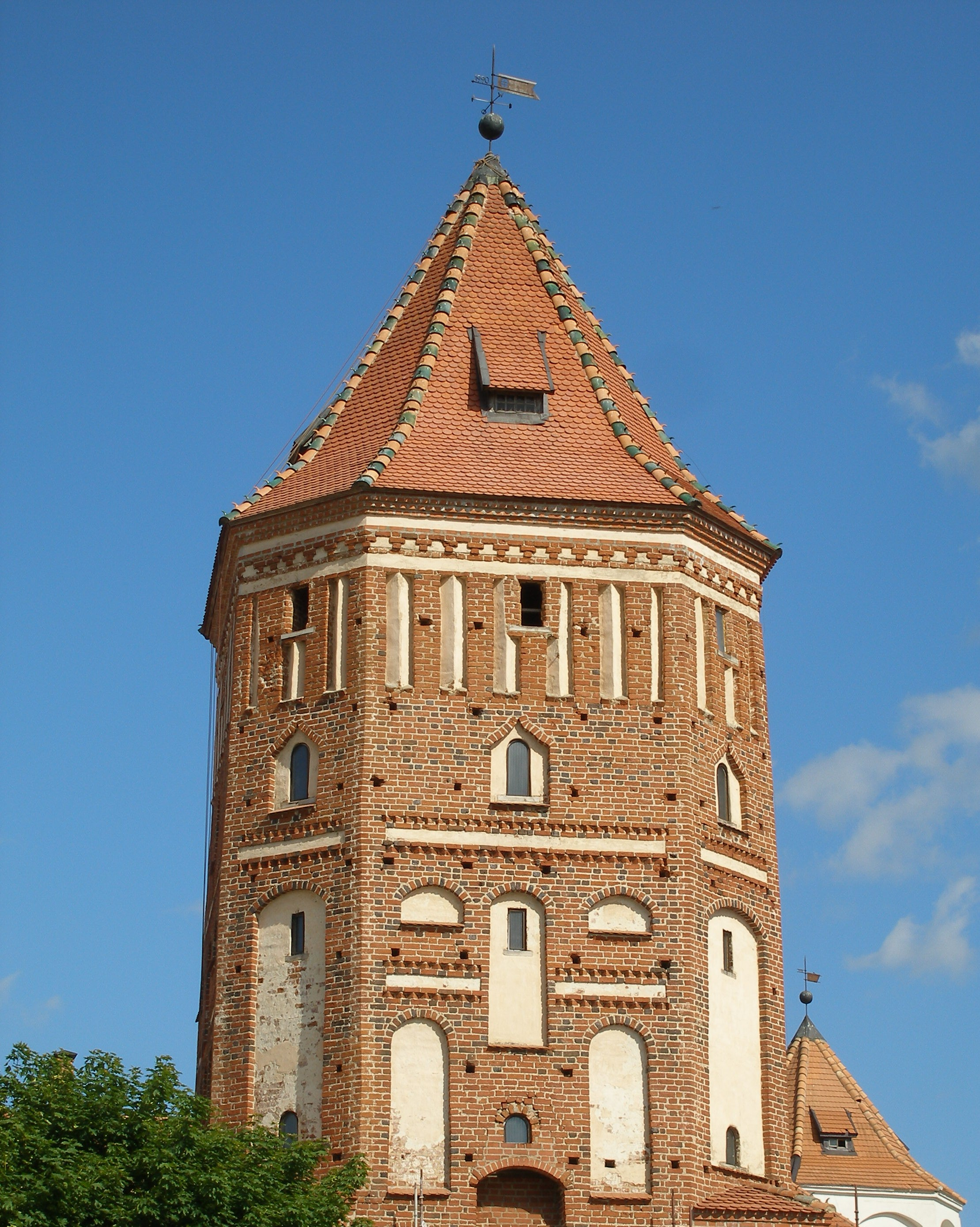
Tour centrale du château de Mir

Le château de Mir, situé dans le sud-est de la Biélorussie, dans le voblast de Homiel, est un des sites touristiques les plus fréquentés du pays.
Le château est mentionné pour la première fois en 1395, mais l'édifice actuel, de style gothique tardif, ne commence qu'en 1522. La propriété est ensuite héritée par la famille Radziwill, grande maison noble polonaise de Biélorussie. Au cours des siècles suivants, le château subit de graves dommages à plusieurs reprises, particulièrement lors des guerres napoléoniennes. La restauration entreprise par les Polonais dans les années 1930 fut interrompue par la Seconde Guerre mondiale et l'édifice accueillit alors un ghetto et une caserne. L'État biélorusse fit l'acquisition du domaine en 1947 et, en 1981, une grande campagne de restauration est lancée. Le château devient à partir de cette date une école d'art. En 1991, une nouvelle campagne de restauration est entreprise, elle est approuvée par l'Unesco en 1992 et elle permet l'établissement d'un musée dans une des tours. Le château est inscrit sur la liste du patrimoine mondial de l'Unesco en 2000.

### Musée d'art et d'artisanat biélorusse de Raubichi
Le musée d'art et d'artisanat biélorusse de Raubichi (Музей беларускага народнага мастацтва ў Раўбічах en biélorusse) est installé dans une ancienne église néogothique construite en 1862 et située à Raubichi, localité située à une vingtaine de kilomètres de Minsk. Le musée a été créé en 1979.
Il est consacré aux arts populaires du pays et présente un grand nombre d'objets anciens caractéristiques de la vie rurale en Biélorussie du XVIe siècle au XIXe siècle. On peut ainsi voir des vêtements brodés, des objets de décoration en paille, des céramiques, des jouets, des ustensiles et des outils variés.

### Musée d'art V.K. Bialynitski-Biroulia
Le Musée d'art V.K. Bialinitski-Biroulia (Музей В.К. Бялыніцкага-Бірулі en biélorusse) est ouvert depuis 1982. Il est installé à Moguilev, ville de l'est du pays, dans une maison du XVIIe siècle. Il est entièrement consacré à l'artiste Vitold Kaetanovitch Bialynitski-Biroulia, né en 1872 et mort près de Tver en 1957. Le musée possède plusieurs de ses toiles ainsi que des objets personnels, des photos... Ce peintre a laissé principalement des portraits et des paysages.

### Complexe architectural de Roujany

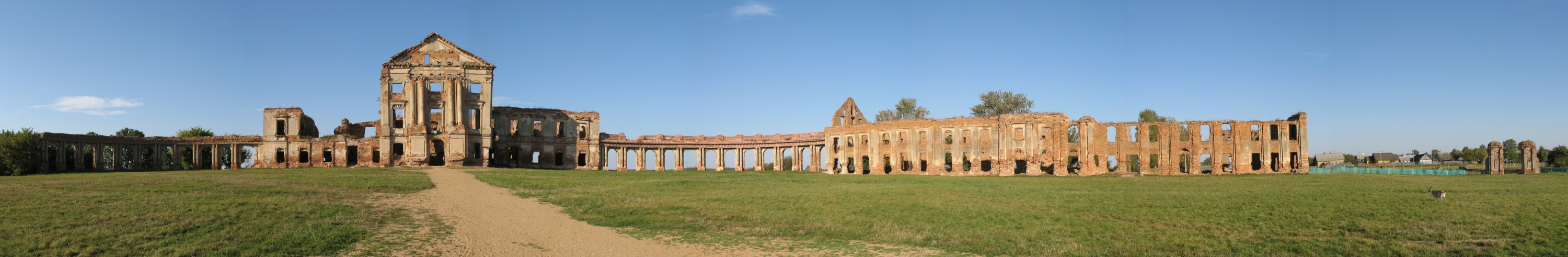
Panorama des ruines du château de Roujany

Le complexe architectural de Roujany (Aрхітэктурны комплекс у Ружаны en biélorusse) , dans le centre-ouest de la Biélorussie. Mentionné en 1280, le domaine de Roujany appartenait à l'une des plus illustres familles polonaises de Biélorussie, la famille Sapieha. Il comprend un château, une église et un monastère.
Le château, d'origine médiévale, a été reconstruit pendant la seconde moitié du XVIe siècle puis au XVIIIe siècle. Abandonné et gravement endommagé lors de la Première et la Seconde Guerre mondiale, il est réduit depuis à l'état de ruines, mais des portions significatives sont encore visibles.
Le monastère a également été construit au XVIIe siècle, il a été fermé à la suite de l'insurrection polonaise de 1830. Rénové, il accueille depuis 1989 un musée.

## Équipements

### Restauration des œuvres
Le musée abrite un atelier scientifique et de restauration d'œuvres d'art depuis 1989. Auparavant, les articles abîmés étaient envoyés à Moscou ou Saint-Pétersbourg. En 2008, 18 spécialistes travaillent dans l'atelier de Minsk, ils sont capables de restaurer des peintures sur toile, des textiles, des céramiques, du cuir et des cadres et peuvent expertiser et attribuer les œuvres. Ils ont été formés à Moscou, à Saint-Pétersbourg ou en Pologne.
L'atelier travaille en partenariat avec l'Académie des sciences de Biélorussie et l'Institut de physique. Il est divisé en quatre départements, consacrés à l'art biélorusse ancien, l'art biélorusse moderne, l'art russe et l'art étranger.